# Eslovênia nos Jogos Olímpicos de Verão de 1996
A Eslovênia enviou 37 competidores para os Jogos Olímpicos de Verão de 1996, em Atlanta, nos Estados Unidos. A delegação conquistou duas medalhas de prata.

## Medalhas
| Atleta          | Esporte   | Evento                       | Medalha |
| --------------- | --------- | ---------------------------- | ------- |
| Brigita Bukovec | Atletismo | 100 m com barreiras feminino | Prata   |
| Andraž Vehovar  | Canoagem  | Slalom K-1 masculino         | Prata   |

## Desempenho

### Atletismo
Masculino
Eventos de pista
| Atleta       | Evento              | Eliminatórias | Eliminatórias | Quartas de final | Quartas de final | Semifinal   | Semifinal   | Final       | Final       |
| Atleta       | Evento              | Result.       | Pos.          | Result.          | Pos.             | Result.     | Pos.        | Result.     | Pos.        |
| ------------ | ------------------- | ------------- | ------------- | ---------------- | ---------------- | ----------- | ----------- | ----------- | ----------- |
| Miro Kocuvan | 400 m com barreiras | 49.66         | 5º            | Não avançou      | Não avançou      | Não avançou | Não avançou | Não avançou | Não avançou |

Eventos de campo
| Atleta        | Evento              | Qualificação | Qualificação | Final       | Final       |
| Atleta        | Evento              | Distância    | Pos.         | Distância   | Pos.        |
| ------------- | ------------------- | ------------ | ------------ | ----------- | ----------- |
| Gregor Cankar | Salto em distância  | 8.00         | 12º Q        | 8.11        | 6º          |
| Igor Primc    | Lançamento de disco | 59.12        | 24           | Não avançou | Não avançou |

Feminino
Eventos de pista
| Atleta          | Evento              | Eliminatórias | Eliminatórias | Quartas de final | Quartas de final | Semifinal   | Semifinal   | Final       | Final            |
| Atleta          | Evento              | Result.       | Pos.          | Result.          | Pos.             | Result.     | Pos.        | Result.     | Pos.             |
| --------------- | ------------------- | ------------- | ------------- | ---------------- | ---------------- | ----------- | ----------- | ----------- | ---------------- |
| Alenka Bikar    | 200 m               | 22.88         | 3º Q          | 22.89            | 4º Q             | 22.82       | 7º          | Não avançou | Não avançou      |
| Brigita Bukovec | 100 m com barreiras | 12.72         | 1º Q          | 12.66            | 1º Q             | 12.63       | 2º Q        | 12.59       | Medalha de prata |
| Helena Javornik | Maratona            | —             | —             | —                | —                | —           | —           | 2:46.58     | 53º              |
| Jerneja Perc    | 100 m               | 11.63         | 6º            | Não avançou      | Não avançou      | Não avançou | Não avançou | Não avançou | Não avançou      |

Eventos de campo
| Atleta            | Evento              | Qualificação | Qualificação | Final       | Final       |
| Atleta            | Evento              | Distância    | Pos.         | Distância   | Pos.        |
| ----------------- | ------------------- | ------------ | ------------ | ----------- | ----------- |
| Britta Bilač      | Salto em altura     | 1.93         | 7º q         | 1.93        | 10º         |
| Ksenija Predikaka | Salto em distância  | 6.37         | 21º          | Não avançou | Não avançou |
| Renata Strašek    | Lançamento de dardo | 57.04        | 21           | Não avançou | Não avançou |

### Canoagem
Slalom
| Atleta         | Evento        | Preliminar | Preliminar | Preliminar | Preliminar | Final  | Final            |
| Atleta         | Evento        | Corrida 1  | Pos.       | Corrida 2  | Pos.       | Melhor | Pos.             |
| -------------- | ------------- | ---------- | ---------- | ---------- | ---------- | ------ | ---------------- |
| Simon Hočevar  | C-1 masculino | 252.90     | 26º        | 231.00     | 25º        | 231.00 | 28º              |
| Gregor Terdič  | C-1 masculino | 187.79     | 22         | 199.08     | 21         | 187.79 | 24               |
| Jernej Abramič | K-1 masculino | 156.59     | 12º        | 145.81     | 5º         | 145.81 | 7º               |
| Fedja Marušič  | K-1 masculino | 155.70     | 16º        | 158.24     | 10º        | 155.70 | 26º              |
| Andraž Vehovar | K-1 masculino | 145.38     | 4º         | 141.65     | 1º         | 141.65 | Medalha de prata |

### Ciclismo de estrada
| Atleta          | Evento             | Tempo   | Pos. |
| --------------- | ------------------ | ------- | ---- |
| Robert Pintarič | Estrada individual | 4:56:08 | 70º  |
| Robert Pintarič | Contra o relógio   | 1:12:35 | 32º  |

### Natação
Masculino
| Atleta       | Evento          | Eliminatórias | Eliminatórias | Final B     | Final B     | Final       | Final       |
| Atleta       | Evento          | Tempo         | Pos.          | Tempo       | Pos.        | Tempo       | Pos.        |
| ------------ | --------------- | ------------- | ------------- | ----------- | ----------- | ----------- | ----------- |
| Jure Bučar   | 200 m livre     | 1:54.75       | 34º           | Não avançou | Não avançou | Não avançou | Não avançou |
| Jure Bučar   | 400 m livre     | 3:57.36       | 20º           | Não avançou | Não avançou | Não avançou | Não avançou |
| Igor Majcen  | 1500 m livre    | 16:10.81      | 28º           | Não avançou | Não avançou | Não avançou | Não avançou |
| Peter Mankoč | 100 m borboleta | 55.59         | 36º           | Não avançou | Não avançou | Não avançou | Não avançou |
| Peter Mankoč | 200 m medley    | DSQ           | DSQ           | Não avançou | Não avançou | Não avançou | Não avançou |

Feminino
| Atleta         | Evento       | Eliminatórias | Eliminatórias | Final B     | Final B     | Final       | Final       |
| Atleta         | Evento       | Tempo         | Pos.          | Tempo       | Pos.        | Tempo       | Pos.        |
| -------------- | ------------ | ------------- | ------------- | ----------- | ----------- | ----------- | ----------- |
| Alenka Kejžar  | 100 m peito  | 2:33.34       | 20º           | Não avançou | Não avançou | Não avançou | Não avançou |
| Alenka Kejžar  | 200 m medley | 2:18.39       | 19º           | Não avançou | Não avançou | Não avançou | Não avançou |
| Metka Šparovec | 50 m livre   | 26.43         | 25º           | Não avançou | Não avançou | Não avançou | Não avançou |
| Metka Šparovec | 100 m livre  | 57.66         | 28º           | Não avançou | Não avançou | Não avançou | Não avançou |

### Remo
Masculino
| Atleta                                                 | Evento        | Eliminatórias | Eliminatórias | Repescagem | Repescagem | Semifinal C-D | Semifinal C-D | Semifinal | Semifinal | Final   | Final |
| Atleta                                                 | Evento        | Tempo         | Pos.          | Tempo      | Pos.       | Tempo         | Pos.          | Tempo     | Pos.      | Tempo   | Pos.  |
| ------------------------------------------------------ | ------------- | ------------- | ------------- | ---------- | ---------- | ------------- | ------------- | --------- | --------- | ------- | ----- |
| Iztok Čop                                              | Skiff simples | 7:32.69       | 2º R          | 7:41.83    | 1º Q       | —             | —             | 7:15.07   | 2º Q      | 6:51.71 | 4º    |
| Erik Tul Luka Špik                                     | Skiff duplo   | 7:02.48       | 4º R          | 7:06.06    | 4º SC/D    | 6:56.43       | 3º FC         | —         | —         | 6:43.55 | 14º   |
| Milan Janša Sadik Mujkič Denis Žvegelj Janez Klemenčič | Quatro sem    | 6:15.86       | 2º Q          | BYE        | BYE        | —             | —             | 6:13.14   | 3º Q      | 6:07.87 | 4º    |

### Tiro
Masculino
| Atleta          | Evento                      | Qualificação | Qualificação | Final       | Final       |
| Atleta          | Evento                      | Placar       | Pos.         | Placar      | Pos.        |
| --------------- | --------------------------- | ------------ | ------------ | ----------- | ----------- |
| Rajmond Debevec | Carabina três posições 50 m | 1166         | 9º           | Não avançou | Não avançou |
| Rajmond Debevec | Carabina deitado 50 m       | 596          | 9º           | Não avançou | Não avançou |
| Rajmond Debevec | Carabina de ar 10 m         | 591          | 4º Q         | 692.1       | 6º          |

### Tiro com arco
Masculino
| Atleta                                          | Evento     | Ranqueamento | Ranqueamento | Primeira fase             | Segunda fase                   | Oitavas de final           | Quartas de final              | Semifinal   | Final       | Final       |
| Atleta                                          | Evento     | Pontos       | Pos.         | Placar                    | Placar                         | Placar                     | Placar                        | Placar      | Placar      | Pos.        |
| ----------------------------------------------- | ---------- | ------------ | ------------ | ------------------------- | ------------------------------ | -------------------------- | ----------------------------- | ----------- | ----------- | ----------- |
| Peter Koprivnikar                               | Individual | 652          | 54º          | IRL K. Hanlon D 151–155   | Não avançou                    | Não avançou                | Não avançou                   | Não avançou | Não avançou | Não avançou |
| Matevž Krumpestar                               | Individual | 643          | 64º          | USA B. Johnson D 140–158  | Não avançou                    | Não avançou                | Não avançou                   | Não avançou | Não avançou | Não avançou |
| Samo Medved                                     | Individual | 656          | 14º          | UKR A. Yatsenko V 161–150 | FIN J. Lipponen V 161–161, 9–8 | BEL P. Vermeiren D 159–161 | Não avançou                   | Não avançou | Não avançou | Não avançou |
| Peter Koprivnikar Matevž Krumpestar Samo Medved | Equipes    | 1951         | 8º           | —                         | —                              | Rússia (RUS) V 242–241     | Coreia do Sul (KOR) D 239–251 | Não avançou | Não avançou | Não avançou |

### Vela
Masculino
| Atleta                  | Evento | Regatas | Regatas | Regatas | Regatas | Regatas | Regatas | Regatas | Regatas | Regatas | Regatas | Regatas | Pontos | Pos. final |
| Atleta                  | Evento | 1       | 2       | 3       | 4       | 5       | 6       | 7       | 8       | 9       | 10      | 11      | Pontos | Pos. final |
| ----------------------- | ------ | ------- | ------- | ------- | ------- | ------- | ------- | ------- | ------- | ------- | ------- | ------- | ------ | ---------- |
| Tomaž Čopi Mitja Margon | 470    | 14      | 20      | 13      | 11      | 8       | PMS     | 16      | 17      | 7       | 25      | 10      | 116.0  | 14º        |

Feminino
| Atleta                 | Evento | Regatas | Regatas | Regatas | Regatas | Regatas | Regatas | Regatas | Regatas | Regatas | Regatas | Regatas | Pontos | Pos. final |
| Atleta                 | Evento | 1       | 2       | 3       | 4       | 5       | 6       | 7       | 8       | 9       | 10      | 11      | Pontos | Pos. final |
| ---------------------- | ------ | ------- | ------- | ------- | ------- | ------- | ------- | ------- | ------- | ------- | ------- | ------- | ------ | ---------- |
| Vesna Dekleva          | Europa | 17      | 21      | 11      | 21      | 17      | 21      | 5       | 10      | 6       | 15      | 12      | 114.0  | 18º        |
| Janja Orel Alenka Orel | 470    | 20      | 21      | 17      | 14      | 20      | 19      | 13      | 21      | 7       | 15      | 18      | 143.0  | 19º        |

Legenda
| Recorde mundial      | Recorde mundial (World record)               |                       | Recorde africano                      | Recorde africano (African) |                                           | Q | Classificado por posição (Qualified) |
| Recorde olímpico     | Recorde olímpico (Olympic record)            | Recorde da América    | Recorde da América (Americas)         | q                          | Classificado por melhor tempo (Qualified) |   |                                      |
| Melhor marca do ano  | Melhor marca do ano (World leading)          | Recorde asiático      | Recorde asiático (Asian)              | DNS                        | Não largou (Did not start)                |   |                                      |
| Recorde nacional     | Recorde nacional (National record)           | Recorde europeu       | Recorde europeu (European)            | DNF                        | Não terminou (Did not finish)             |   |                                      |
| Recorde pessoal      | Recorde pessoal do atleta (Personal best)    | Recorde da Oceania    | Recorde da Oceania (Oceania)          | DSQ / DQ                   | Desclassificado (Disqualified)            |   |                                      |
| Recorde da temporada | Recorde da temporada do atleta (Season best) | Recorde sul-americano | Recorde sul-americano (South America) | NM                         | Sem marca (No mark)                       |   |                                      |

### Remo
| S | Classificado(a) para as semifinais |    |                        | FA | Final A (disputa de medalhas) |  |  | FD | Final D (sem medalhas) |
| Q | Classificado(a) para as quartas    | FB | Final B (sem medalhas) | FE | Final E (sem medalhas)        |  |  |    |                        |
| R | Classificado(a) para a repescagem  | FC | Final C (sem medalhas) | FF | Final F (sem medalhas)        |  |  |    |                        |

### Vela
| M   | Regata da Medalha da qual só participam os dez primeiros colocados das regatas anteriores  |  |  | CAN | Regata cancelada |
| BFD | Desclassificado por bandeira preta (Black Flag Disqualified)                               |  |  |     |                  |
| UFD | Desclassificado por bandeira "U" (U Flag Disqualified)                                     |  |  |     |                  |
| OCS | Largada queimada (On the Course Side of the starting line)                                 |  |  |     |                  |
| DNE | Desclassificação sem eliminação (infração a um item do regulamento da prova – Did Not End) |  |  |     |                  |